# ナボイの戦い
ナボイの戦い（ナボイのたたかい、日本側呼称）またはコイアリ襲撃（英語: Koiari Raid、アメリカ側呼称）とは、太平洋戦争中の1943年（昭和18年）11月29日にブーゲンビル島ナボイ（コイアリ）において、アメリカ軍と日本軍の間で行われた戦闘。ブーゲンビル島の戦いの一部であり、1個大隊規模のアメリカ海兵隊が日本軍の反撃を妨害する目的で上陸戦を仕掛けた。予想より有力な日本軍の抵抗を受けてアメリカ軍の作戦は失敗し、海兵隊は全く目的を達成できないまま撤退した。

## 背景
1943年11月1日、アメリカ軍は、日本の第17軍が守るブーゲンビル島のトロキナ岬に上陸した。日本側は、第6師団（師団長：神田正種中将）の歩兵第23連隊による反撃で撃退を試みたが、失敗に終わった（第1次タロキナ作戦）。
アメリカ軍の指揮官であるロイ・ガイガー将軍は、トロキナ岬周辺1.8kmに築いた橋頭堡を、さらに拡大することにした。トロキナ川（en）に向かって部隊を東進させ、内陸側にフォックス（Fox）のコードネームを付けた防衛線を構築する意図であった。この進撃は11月26日に完了した。さらに、ガイガー将軍は、進撃部隊全体の右翼側を奇襲から守るため、トロキナ岬からエンプレス・オーガスタ湾の海岸伝いに16kmほど南下した地点であるコイアリ（日本側呼称：ナボイ）に別動隊を送り、日本軍の反撃に対する警戒拠点とするとともに、日本軍の集積している物資を破壊、後方連絡線を遮断しようと計画した。ナボイ襲撃部隊へ命じられた行動要領は、上陸後に東西道まで進出して日本軍を妨害するが、日本軍主力部隊との決戦は回避せよというものであった。作戦期間は4日間だけと予定された。

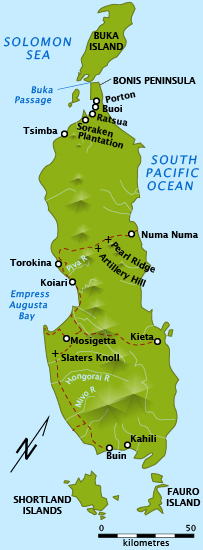
ブーゲンビル島の地図。ナボイ（アメリカ側呼称：コイアリKoiari）は、タロキナ（Torokina）の東南16kmに位置する。

襲撃部隊の主力は、11月23日にベララベラ島から到着したばかりの海兵空挺部隊（en）の第1海兵空挺連隊第1大隊で、リチャード・フェイガン（Richard Fagan）少佐が率いた。コマンド部隊である海兵奇襲部隊（en）の第3海兵奇襲大隊からM中隊、第3海兵師団第12海兵連隊から砲兵観測要員が配属されている。準備の遅れにより、上陸は11月29日に延期された。当初の計画では火力支援に駆逐艦が投入される手はずであったが、その後の命令により実施できなくなってしまった。11月27日夜に上陸した偵察班は、日本軍の活動は見当たらないと報告した。28日に上陸地点を偵察したボートも、敵は存在しないと報告していた。
対する日本軍は、第6師団主力による2回目の総攻撃の準備を進めつつあった。日本軍は、島南部のブインに近いエレベンタを兵站拠点とし、陸上輸送のほか、エンプレス・オーガスタ湾沿いのマワシカやナボイへ大発動艇などにより補給物資を運んでいた。ナボイには、最前線へ送る物資を中継する海岸集積所が設けられ、第6師団の輜重兵第6連隊第1中隊や師団経理部などの後方部隊が駐留していた。11月28日の夜にもナボイへの舟艇輸送が行われ、29日午前2時頃には揚陸を終えて去ったところであった。

## 戦闘経過
アメリカ軍の襲撃部隊は、アメリカ海軍の機動揚陸艇（LCM）とLCVPの2種の上陸用舟艇に分乗して、11月29日午前4時（アメリカ側時間）にナボイの海岸へ上陸した。海兵空挺大隊主力の上陸した地点は、輜重兵第6連隊の海岸集積所のすぐ近くであった。フェイガン少佐は付近に有力な日本軍部隊がいると感じたが、他に手の打ちようがないので集積所を越えて進み、180mほど内陸の地点に壕を掘った。日本側は舟艇が岸に近づいてから自軍のものでないと気付き、集積所の人員を武装させるとともに、たまたま付近を通過中だった歩兵第23連隊の一部に応援を要請した。明け方には応援の歩兵が到着し始め、野砲兵第6連隊の山砲1門も集積所にあった砲弾を使って砲撃を始めた。海兵隊員の周囲には日本軍の迫撃砲や機関銃・小銃による銃砲火が降り注いだ。一方、空挺大隊の本部中隊と第3海兵奇襲大隊M中隊は、0.8km南の地点に上陸した。
状況を知った日本の第6師団司令部は、岩佐支隊（支隊長：岩佐俊少将）の歩兵第23連隊に1個大隊での撃退を命じるとともに、歩兵第13連隊の1個大隊を上陸用舟艇で29日夜に付近へ逆上陸させることを計画した。現地の日本軍は何度も歩兵突撃を行い、アメリカ軍に相当の損害を与えた。アメリカ軍は、前線の砲兵観測班の指示の下、トロキナ岬付近に布陣した第3海兵防衛大隊のM114 155mm榴弾砲による火力支援を受けていた。海兵隊員は、鹵獲した日本軍の九四式三十七粍砲も使用した。
予想よりも激しい抵抗を見て、アメリカ軍指揮官たちは自分たちが兵力的に劣勢であることを悟った。付近の日本軍は現状で1200人とも推測され、アメリカ軍は全滅の危機にひんした。南方に上陸した第3海兵奇襲大隊M中隊などは、午前9時30分に主力と合同したが、移動途中で13人の損害を受けていた。フェイガン少佐は、現在の戦闘状況が無益で、このままでは敵主力との決戦が避けがたいと判断し、午前8時までには無線で部隊の収容を求めた。ガイガー将軍も同意して撤退を命じたが、その返信は通信機が故障して受信不能に陥っていたためフェイガン少佐に届かなかった。海兵隊は中隊相互で連絡を取って守りを固めるしかなかった。次第に弾薬が欠乏してきても士気は旺盛であったが、夜襲が強く懸念された。
アメリカ軍は、襲撃部隊の収容のため2回にわたって上陸用舟艇を送ったが、日本軍砲兵の激しい射撃により失敗に終わった。2度の救出失敗と上陸部隊の弾薬欠乏という事態を受けて、護送船団から引き抜いたフレッチャー級駆逐艦「フラム」（en）・グリーブス級駆逐艦「ランズダウン」（en）・同「ラードナー」（en）と砲艇仕様の歩兵揚陸艇（LCI）1隻が援護に投入された。支援艦隊は午後6時に海岸に接近し、陸上砲兵部隊と航空隊と協同して弾幕を張った。この制圧射撃に守られ、舟艇は海岸から襲撃部隊を収容できた。最後の舟艇が戦場を離脱したのは、日没後の午後8時40分であった。アメリカ軍は、装具類を多く失ったが、兵器は破損したもの以外全て持ち帰ることができた。

## 結果
アメリカ軍の作戦目的はいずれも達成されず、15人が戦死・戦傷死、99人が負傷、7人が行方不明となる損害を受けた。アメリカ側の推定では、日本軍は145-291人を失った。アメリカ軍は日本軍の集積物資を破壊する機会があったにもかかわらず、実行しなかった。日本側はアメリカ軍の損害を著しく過大に判定しており、真田穣一郎日誌によれば戦果は遺棄死体375体と高射機関砲1門・軽機関銃7丁・小銃等22丁鹵獲、1943年12月3日付の『戦訓速報』第10号によれば遺棄死体345体と高射機関砲1門・迫撃砲2門・軽機関銃7丁・小銃等53丁鹵獲、上陸用舟艇2隻大破と報じている。第6師団は「ナボイの殲滅戦」として勝利を誇った。白井明雄は、第6師団が第1次タロキナ作戦失敗の汚名返上を意識したため、過大な戦果報告を行ったと推測している。
この戦いは、アメリカ軍にとって事前砲撃の重要性を再認識させる教訓となった。一方、日本軍は、ナボイの戦いを小規模であるが水際撃滅が成功した事例と評価し、上陸戦に対抗する戦術として水際作戦が効果的であるとの確信を強めた。『戦訓速報』第10号でも、兵力の差や装備の優劣を気にせず、敵軍の態勢が整う前に反撃する攻撃精神が強調された。これは、日本軍がその後のサイパンの戦いなどで水際への機動反撃を重視する一因となった。
ナボイの戦いの後、ブーゲンビル島のアメリカ軍は、12月上旬を通じて第3海兵師団をトロキナ川に向けて前進させ、川の西岸の高地占領の一環として橋頭堡を拡大した。さらに12月中旬には、アメリカ海兵隊はHellzapoppin稜線と600A高地での戦闘（en）へ突入していくことになる。